# Hershel Markovitz
Hershel Markovitz (né le 11 octobre 1921 à McKeesport (Pennsylvanie), mort le 26 août 2006 à Jérusalem) est un chercheur de l'université Carnegie-Mellon spécialisé dans les écoulements de polymère en fusion. Ses travaux sur la compressibilité des polymères et ses conséquences sur la dynamique des écoulements lui ont valu la médaille Bingham (1967).
Titulaire d'une licence de chimie de l'Université de Pittsburgh (1942), il prépara sa thèse (1949) à l'université Columbia puis travailla pendant 20 ans comme chercheur à l'Institut Mellon avant de devenir professeur de l'université Carnegie-Mellon. Par delà ses travaux relatifs aux mécanismes non linéaires dans les écoulements visqueux et le comportement des fluides à mémoire évanescente, Markowitz s'est particulièrement investi dans l'enseignement de la rhéologie, entre autres par la réalisation de films montrant les singularités dans les écoulements : l'un des plus connus est Rheological Behavior of Fluids, produit avec le National Committee on Fluid Mechanics Films (NCFMF) et la National Science Foundation.